# Politique à la Barbade
La Barbade est une république parlementaire multipartite. Le président est le chef de l’État et le Premier ministre est le chef du gouvernement. Les deux chambres du Parlement exercent le pouvoir législatif. Le pouvoir judiciaire est indépendant de l’exécutif et du législatif.

## Pouvoir exécutif
| Fonction         | Nom          | Parti                                  | Depuis le        |
| ---------------- | ------------ | -------------------------------------- | ---------------- |
| Présidente       | Sandra Mason | Sans étiquette                         | 30 novembre 2021 |
| Premier ministre | Mia Mottley  | Parti travailliste de la Barbade (BLP) | 25 mai 2018      |

Le président est élu par le Parlement. Son mandat est d'une durée de 4 ans, renouvelable une fois. Il nomme le Premier ministre après les élections législatives, généralement le chef du parti majoritaire au Parlement, ainsi que les membres du gouvernement, sur conseil du Premier ministre.

## Pouvoir législatif
Le Parlement de la Barbade est composé de deux chambres. L’Assemblée compte 30 membres élus au scrutin majoritaire à un tour pour cinq ans dans des circonscriptions uninominales. Le Sénat compte 21 membres nommés par le président, dont 12 sur conseil du Premier ministre, 2 sur conseil du chef de l’opposition et 7 à la discrétion du président.

## Partis politiques et élections
Deux partis se partagent traditionnellement l’essentiel des sièges au Parlement : le Parti travailliste de la Barbade (socialiste) et le Parti travailliste démocratique (social-démocrate).

## Pouvoir judiciaire
La Cour suprême, composée de la Haute cour et de la Cour d’appel, est la plus haute instance judiciaire nationale. Ses juges, quatre pour chaque cour, sont nommés par le président sur recommandation du Premier ministre.
La Cour caribéenne de justice, sise à Trinité-et-Tobago, offre une dernière possibilité de recours dont les décisions ont force obligatoire pour les parties.

## Pour approfondir